# Amina J. Mohammed
Amina J. Mohammed també coneguda com a Amina Az-Zubair o Amina Mohammed (Gombe, 27 de juny de 1961) és una especialista nigeriana en desenvolupament i medi ambient amb experiència des de fa més de 30 anys en el sector públic i privat. Ha sigut consellera especial de Ban Ki-moon per a planificació de desenvolupament i Ministra de Medi ambient de Nigèria. Des de l'1 de gener de 2016 és Sotssecretària General de l'Organització de les Nacions Unides.

## Biografia
Amina Mohammed va nàixer a l'Estat de Gombe, al nord-est de Nigèria, el 1961. Sa mare és britànica i son pare nigerià.
Entre 1981 i 1991, va treballar per a l'empresa Archcon Nigèria, una societat d'enginyeria. En 1991, va fundar el consorci Afri-Projectes, una firma multidisciplinària d'enginyeres i topógrafs, i de 1991 a 2001, va ser la seua directora general.
A partir de 2002, va treballar com a consellera principal en l'equip del president de Nigèria sobre els objectius del mil·lenni per al desenvolupament, en el si del grup de treball sobre igualtat de gènere i educació de 2002 a 2005 i posteriorment a la planificació i el desenvolupament de projectes del govern per reduir la pobresa al país, i sobre la reducció del deute. Durant esta etapa va treballar amb 3 presidents: Olusegun Obasanjo, Umaru Yar'Adua i Goodluck Jonathan. Més tard va fundar i dirigir el think tank Center for Development Policy Solutions, i va treballar com a professora adjunta a la Universitat de Colúmbia.
El 7 de juny de 2012, va ser nomenada consellera especial del Secretari General de les Nacions Unides Ban Ki-moon.
L'11 de novembre de 2015 va ser nomenada ministra de medi ambien de Nigèria per Muhammadu Buhari. Forma part de nombrosos comités consultius internacionals i d'organismes com la Fundació Bill i Melinda Gates o el Water Supply and Sanitation Collaborative Council, del qual és la presidenta i relacionat amb les Nacions Unides.
El 15 de desembre de 2016 el nou Secretari general de les Nacions Unides, António Guterres, va anunciar la seua elecció com a Sotssecretària general convertint-se en la número 2 d'esta institució, succeint al diplomàtic suec Jan Eliasson. Guterres va triar a altres dues dones com a pilars del seu equip: la brasilera Maria Luiza Ribeiro Viotti com a cap de gabinet i la coreana Kyung-wha Kang com a assessora especial per a assumptes polítics.

## Vida personal
Està casada amb Kabir Az-Zubair pel que a vegades és coneguda amb el cognom del seu marit, Amina Az-Zubair, i té sis fills.